# Foreningen af Danske Sceneinstruktører
Foreningen af Danske Sceneinstruktører (FDS) er en fagforening, der organiserer instruktørerer der arbejder med teater. Foreningen er en af Danmarks mindste fagforeninger, med omkring 160 medlemmer, og har et sekretariat, der deler lokaler med Danske Filminstruktører og Danske Dramatikere, som sammen danner Autorhuset. Foreningen udgiver fagbladet Det Postomdelte Fagblad.
Som andre kunstneriske fagforeninger er en del af foreningens formål at udpege eller anbefale kandidater til relevante kunstpolitiske organer, blandt andet i Kulturministeriet.
FDS var medlem af hovedorganisationen FTF.

## Historie
Foreningen af Danske Sceneinstruktører blev stiftet af skuespilleren og sceneinstruktøren Kresten Juul i 1948.